# Liste der Kulturdenkmäler in Kalt
In der Liste der Kulturdenkmäler in Kalt sind alle Kulturdenkmäler der rheinland-pfälzischen Ortsgemeinde Kalt aufgeführt. Grundlage ist die Denkmalliste des Landes Rheinland-Pfalz (Stand: 27. Oktober 2023).

## Einzeldenkmäler
| Bezeichnung                               | Lage                                         | Baujahr                            | Beschreibung                                                                                             | Bild                                    |
| ----------------------------------------- | -------------------------------------------- | ---------------------------------- | --- | --------------------------------------- |
| Wohnhaus                                  | Brunnenstraße 5 Lage                         | 1843                               | Bruchsteinbau, bezeichnet 1843, anschließend Fachwerkhaus, teilweise massiv                              | BW                                      |
| Katholische Kirche St. Martin und Severus | Kirchstraße Lage                             | 1722                               | Saalbau, 1722, Querarm von 1923                                                                          | BW                                      |
| Grabkreuz                                 | Kirchstraße, vor der Kirche Lage             | zweite Hälfte des 19. Jahrhunderts | neugotisches Grabkreuz                                                                                   | BW                                      |
| Kriegerdenkmal                            | Kirchstraße, auf dem Friedhof Lage           | 1920er oder 1930er Jahre           | Kriegerdenkmal, Pylon, sterbender Soldat mit Engel                                                       | BW                                      |
| Brunnen                                   | Waldstraße Lage                              |                                    | Dorfbrunnen mit Schwengelpumpe                                                                           | BW                                      |
| Wegweiserstein                            | außerhalb des Ortes                          |                                    | Wegweiserstein (?), Pylon                                                                                | Direkt Bild zu diesem Denkmal hochladen |
| Kapelle                                   | nordöstlich des Ortes am Windhäuser Hof Lage |                                    | Kapelle                                                                                                  | BW                                      |
| Heidger Mühle                             | nördlich des Ortes Lage                      | 19. Jahrhundert                    | Bruchsteinbau, Krüppelwalmdach, 19. Jahrhundert; Kapelle, bezeichnet 1756; vier Bildstöcke; Gesamtanlage | BW                                      |
| Kapelle                                   | nordwestlich des Ortes an der K 45 Lage      | 19. Jahrhundert                    | Kapelle, 19. Jahrhundert; Wegekreuz, 1760                                                                | Fotos hochladen                         |